# Doab
Doab (en persa y urdu dō, "dos" + āb, "agua" or "río") es un término utilizado en la
India y Pakistán para definir una lengua o franja de tierra que se extiende entre dos ríos que confluyen.

## El Doab, Uttar Pradesh

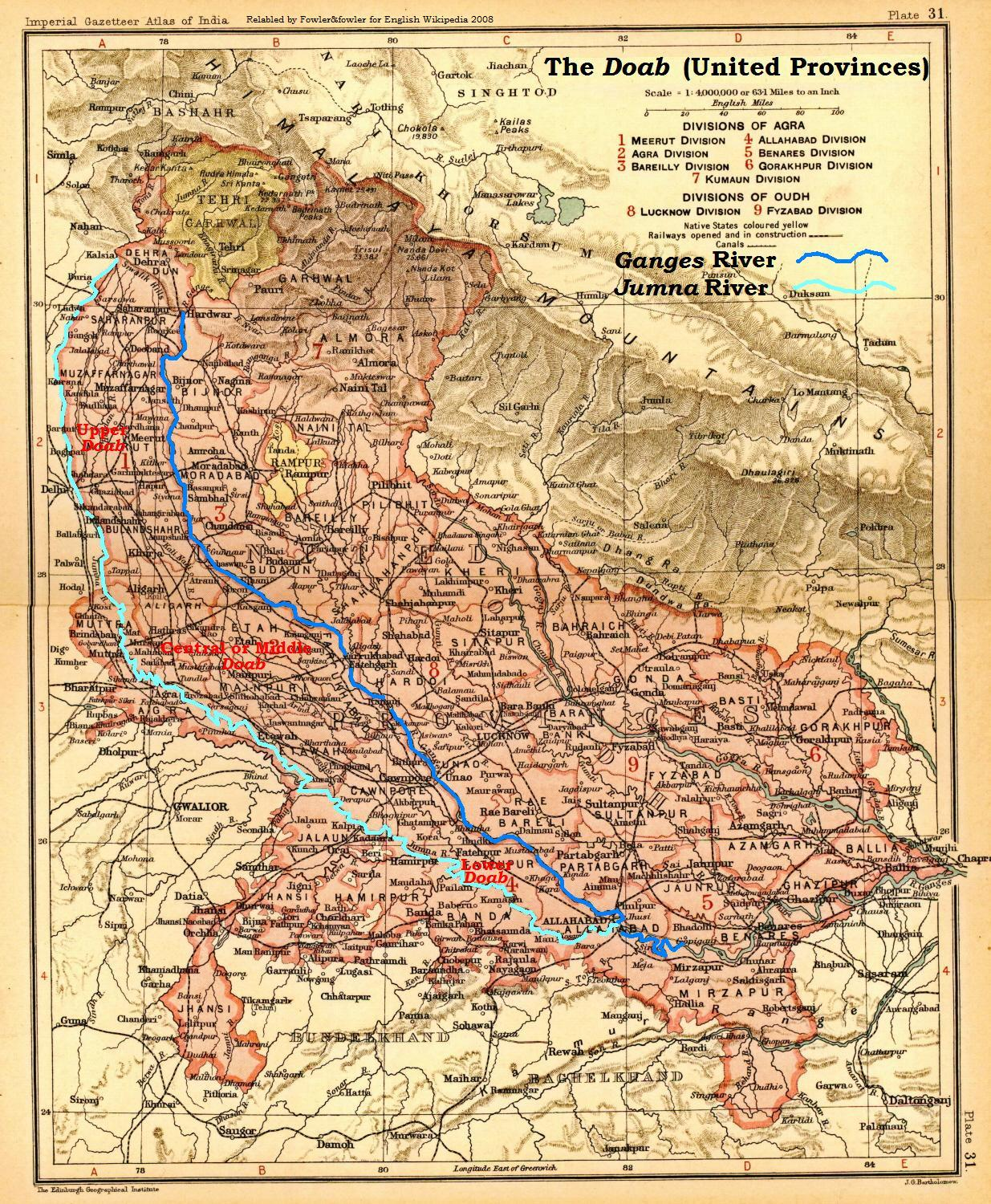
Un mapa del Doab, que muestra las subregiones de "Alto Doab", "Medio Doab," y "Bajo Doab."

El Doab, sin la especificación del nombre de ningún río se refiere la franja aluvial llana que se extiende entre el Ganges y el río Yamuna en el oeste y suroeste del estado indio de Uttar Pradesh. El Doab se extiende desde Siwalik a la confluencia de dos ríos en Prayagraj. La región tiene un área de unos 60.500 km cuadrados. Su longitud es aproximadamente 500 millas (804,7 km) y su anchura de 60 millas (96,6 km).
El Doab aparece en historias y mitos del  Periodo védico, por ejemplo el Mahabharata se sitúa en al Doab, en torno a la ciudad de Hastinapur. 

### Distritos o estados que se encuentran en elDoab
- Alto Doab:

Dehradun, Haridwar, Rishikesh, Saharanpur, Muzaffarnagar, Meerut, Delhi, Ghaziabad, Gautam Buddha Nagar y Bulandshahar.
- Medio Doab:

Aligarh, Etah,  Hathras , Firozabad, Mathura y Agra.
- Bajo Doab:

Mainpuri, Etawah, Farrukhabad, Kanauj, Auraiya, Kanpur, Fatehpur, Kaushambi y Prayagraj (entre los ríos).

## Los doabs de Punyab

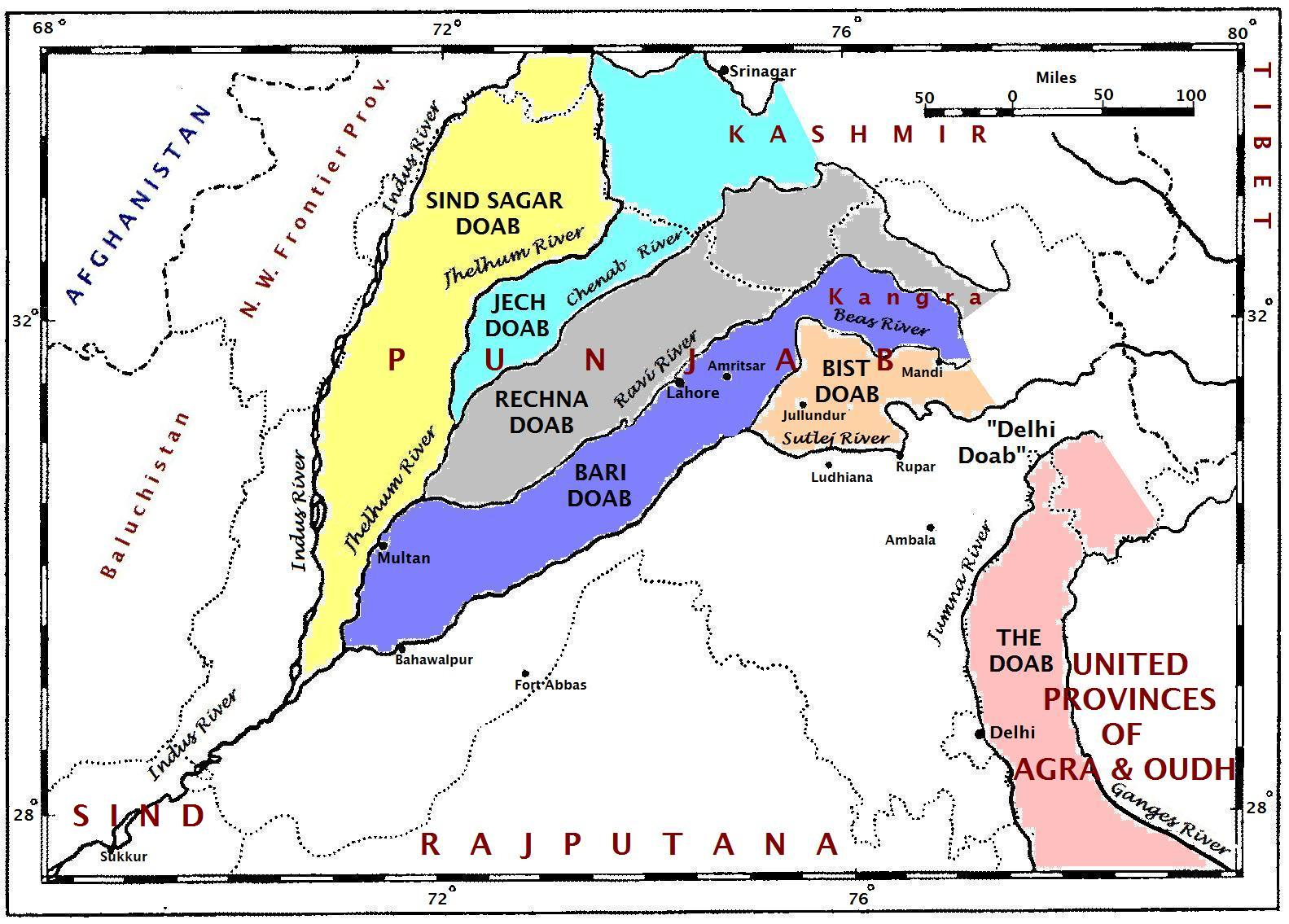
Un mapa de la región de Panyab circa 1947 que muestra los diferentes doabs.

Cada una de las franjas de tierra que yacen en las confluencias de los ríos de la región del Punyab, en India y Pakistán (la cuenca del Indo), tiene un nombre diferente. Se dice que estos nombres fueron acuñados por el rajá Todar Mal, un ministro del emperador mogol Akbar. Esos nombres, a excepción de 'Sindh Sagar', son el resultado de una combinación de las primeras letras (en alfabeto persa), de los nombres de los ríos que delimitan el Doab. Por ejemplo Jech es el resultado de 'Je'(Jhelum) + 'Ch'(Chenab). 
- Sind Sagar Doab - se extiende entre el Indos and Río Jhelum.
- Jech Doab (también llamado Chaj) - está entre el río Jhelum y el río Chenab.
- Rechna Doab - Entre el río Chenab y el río Ravi.
- Bari Doab o Majha - entre el río Ravi y el río Beas.
- Bist Doab (también llamado Jullundur Doab o Doaba) - entre el río Beas y el río Sutlej.

Además, la franja que se extiende entre el río Sutlej y el río Yamuna se conoce en ocasiones como el Delhi doab, aunque en términos estrictos no es un doab pues los ríos que lo delimitan, el Yamuna y el Sutlej no confluyen.

## Raichur Doab
El Raichur Doab es la región triangular de los estados de Andhra Pradesh y Karnataka que se extiende entre el río Krishná y su afluente el río Tungabhadra. Este Doab recibe su nombre por la ciudad de Raichur.